# Coleophora bifrondella
Coleophora bifrondella é uma espécie de mariposa do gênero Coleophora pertencente à família Coleophoridae.